# لوسي كالدويل
لوسي كالدويل (بالإنجليزية: Lucy Caldwell)‏‏ (1981 في بلفاست - ) روائية، وكاتبة مسرحية، وكاتِبة من المملكة المتحدة.

## الجوائز
- Rooney Prize for Irish Literature [الإنجليزية]‏
- زميل في الجمعية الملكية للأدب